# Kai Tsun Lam
Kai Tsun Lam (chinesisch 林啟俊 / 林启俊, Pinyin Lín Qǐjùn, Jyutping Lam4 Kai2jeun3, * 24. November 1984) ist ein chinesischer Radrennfahrer aus Hongkong.
Lam begann seine internationale Karriere 2003 bei dem chinesischen Marco Polo Cycling Team. 2005 und 2006 fuhr er für das Continental Team Purapharm aus Hongkong. Ende seines ersten Jahres dort wurde er 16. der Gesamtwertung der Tour of South China Sea. Bei den Asienspielen 2006 in Doha belegte Kai Tsun Lam Rang 12 im Straßenrennen und mit seinen Landsmännern den achten Platz in der Mannschaftsverfolgung auf der Bahn. Im Jahr 2007 wurde er nationaler Meister im Straßenrennen für sein neues Team Hong Kong Pro Cycling.

## Erfolge
2007
- Straßenmeister Hongkong